# Raoul Biville
Pour les articles homonymes, voir Biville (homonymie).
Raoul Biville, né le 17 décembre 1863 à Luneray et mort le 7 mai 1909 à Caen, est un juriste et professeur de droit français. Il est connu pour un engagement à la fois socialiste et chrétien.

## Biographie
Il fait ses études universitaires à Paris et à Caen, et soutient en 1888 une thèse de doctorat en droit à la faculté de droit de Paris. Après l'agrégation de droit qu'il obtient en 1891, il est nommé professeur de droit constitutionnel à l'université de Caen. 
Dans une démarche de recherche de justice sociale, il adhère au Parti socialiste français à la fin du XIXe siècle. Il devient membre du bureau fédéral de Basse-Normandie en octobre 1905 et collabore au Semeur, la revue des socialistes de Basse-Normandie. Il participe au mouvement du christianisme social où il a, de même que Charles Gide, le titre de « conseiller en économie sociale et politique ». 
Il fonde, avec Paul Passy, l'Union des socialistes chrétiens en 1908, définie par ce dernier comme l'extrême gauche du courant social chrétien . Il participe à la publication de la revue Espoir du monde. 
Il exerce des responsabilités au sein de l'Église réformée, notamment en tant que président de la Société d'évangélisation de Normandie. La menée de ses deux engagements, chrétien et socialiste, lui vaut certaines contestations au sein du parti socialiste local, aussi sollicite-t-il les instances nationales du parti, qui lui apportent une réponse positive.

## Vie personnelle
Il est marié avec Madeleine Monod, ils ont cinq enfants, dont trois fils morts pour la France lors de la Première Guerre mondiale.

## Publications
- Quelles obligations sont divisibles et quelles sont indivisibles ? : droit romain ; Recours de l'héritier qui a payé la totalité de la dette hypothécaire du défunt : droit français, Paris, A. Rousseau, 1888
- Les Conséquences de la mauvaise foi du second acquéreur d'un immeuble qui a transcrit son contrat avant le premier, Paris, A. Giard et E. Brière, 1893
- La Participation des femmes aux élections paroissiales dans l’Église réformée de France. Rapport présenté au synode de Normandie, Vals-les-Bains, E. Aberlen, 1898
- Le Chrétien et les ligues morales et sociales, Vals-les-Bains, E. Aberlen, 1901